# Titularbistum Serra
Serra ist ein Titularbistum der römisch-katholischen Kirche.
Es geht zurück auf einen untergegangenen Bischofssitz in der gleichnamigen antiken Stadt, die in der römischen Provinz Africa proconsularis (heute nördliches Tunesien) lag. Der Bischofssitz war der Kirchenprovinz Karthago zugeordnet.
| Titularbischöfe von Serra |                                                 |                                      |                  |                    |
| Nr.                       | Name                                            | Amt                                  | von              | bis                |
| 1                         | Krzysztof Michal Dobinski                       | Weihbischof in Gnesen (Polen)        | 27. Juni 1738    | 21. Juli 1769      |
| 2                         | Francis Joseph Green                            | Weihbischof in Tucson (USA)          | 29. Mai 1953     | 28. September 1960 |
| 3                         | Saverio Zupi Titularerzbischof pro hac vice     | Apostolischer Internuntius           | 28. Oktober 1961 | 1. Mai 1983        |
| 4                         | Clemente Faccani Titularerzbischof pro hac vice | Apostolischer Pro-Nuntius            | 27. Juni 1983    | 15. September 2011 |
| 5                         | Jozef Haľko                                     | Weihbischof in Bratislava (Slowakei) | 31. Januar 2012  |                    |